# 東濃看護専門学校
東濃看護専門学校（とうのうかんごせんもんがっこう）とは、かつて岐阜県土岐市にあった専修学校である。
東濃西部広域行政事務組合が運営していた。

## 概要
当校は、東濃地域の看護水準の向上のため看護師を養成する専修学校として1994年（平成6年）に設置された。しかし、少子高齢化の進展、4年制大学への進学の増加などにより入学者が減少し、2025年（令和7年）に閉校した。

### 教育理念
「人間愛と創造」の精神に則り、地域住民の健康と福祉に寄与する看護師を育成すること

### 教育目的
教育基本法の精神に則り、学校教育法及び保健師助産師看護師法の規定に従い、看護師になろうとする者に対して必要な知識、技術及び態度を教授し、社会に貢献できる有能な人材を育成することを目的とする

### 教育目標
- 人間を統合された存在としてとらえるとともに、環境と相互作用する生活者として幅広く理解できる基礎的能力を養う
- 人間に対する心のこもった関心とともに、共感的態度及び倫理に基づいた看護実践ができる能力を養う
- 健康上の課題に対応するために、科学的根拠にもとづき健康や障害に応じた看護実践ができる基礎的能力を養う
- 健康や障害の状態に応じた看護を実践するための基礎的能力を養う
- 保健・医療・福祉制度と他職種の役割を理解し、チーム医療の実践とともに社会資源が活用できるよう調整するための基礎的能力を養う
- 専門職業人として最新知識・技術を自ら学び続ける基礎的能力を養う

## 構成学科
- 看護学科（全日定時制 2年課程）

## 所在地
- 岐阜県土岐市土岐津町土岐口703-24
  - 土岐市立総合病院に隣接。

## 略歴
- 1994年（平成6年）：開校。
- 2023年（令和5年）：学生募集停止。
- 2025年（令和7年）
  - 3月7日；最後の卒業式、及び閉校式を行う[3]。
  - 3月31円：閉校[4]。

## 交通機関
- 東海環状自動車道土岐南多治見インターチェンジより車で約5分
- 中央本線土岐市駅より東鉄バス「市立総合病院前」または「病院口」バス停下車、徒歩5分。
  - 中央本線土岐市駅より、「駄知（下石経由）」「東駄知」「旭ヶ丘」「妻木上郷」「笠原車庫」行きなど